# Steve Roach
Steve Roach (La Mesa, Californië, 1955) is een Amerikaans ambientmuzikant, componist en uitvoerder.
Zijn benadering van ambientmuziek is meestal typisch beatloos, maar toch heeft hij ook een aantal ritmische en op trance gebaseerde albums uitgebracht. Sommige van zijn werken zijn puur op de synthesizer gebaseerd, terwijl andere werken het meer moeten hebben van ambient-gitaar-experimenten en nog andere albums meer etnische invloeden kennen.
Roach was een van de eersten die in ambientmuziek de didgeridoo introduceerde en hij leerde ermee spelen tijdens een van zijn reizen naar Australië in de jaren tachtig. Latere samenwerking met de Mexicaanse muzikant Jorge Reyes zou een precolumbiaans element in zijn muziek introduceren en deze elementen zouden zijn verdere werk bepalen als initiator van wat men nu tribal-ambient noemt.

## Discografie
- 1979: Moebius
- 1982: Now
- 1983: Traveler
- 1984: Structures from Silence
- 1986: Quiet Music 1 (cassette)
- 1986: Empetus
- 1986: Quiet Music 2 (cassette)
- 1986: Quiet Music 3 (cassette)
- 1987: Western Spaces (met Kevin Braheny)
- 1988: The Leaving Time (met Michael Shrieve)
- 1988: Quiet Music
- 1988: Dreamtime Return (dubbel-cd)
- 1989: Stormwarning (live)
- 1989: Desert Solitaire (met Michael Stearns en Kevin Braheny)
- 1990: Strata (met Robert Rich)
- 1992: Australia: Sound of the Earth (met David Hudson en Sarah Hopkins)
- 1992: Forgotten Gods (met Jorge Reyes en Suso Saiz als Suspended Memories)
- 1992: World's Edge (dubbel-cd)
- 1992: Now / Traveler
- 1992: Soma (met Robert Rich)
- 1993: The Lost Pieces (compilatie)
- 1993: Ritual Ground (met Elmar Schulte)
- 1993: Origins
- 1994: The Dream Circle
- 1994: Earth Island (met Jorge Reyes en Suso Saiz als Suspended Memories)
- 1994: Artifacts
- 1995: The Lost Pieces (compilatie oud materiaal)
- 1995: The Dreamer Descends (3-inch-cd)
- 1995: Kiva (met Michael Stearns en Ron Sunsinger)
- 1995: Well of Souls (dubbel-cd, met Vidna Obmana)
- 1996: The Magnificent Void
- 1996: Halcyon Days (met Stephen Kent en Kenneth Newby)
- 1997: Cavern of Sirens (met Vidna Obmana)
- 1997: On This Planet
- 1998: Slow Heat
- 1998: Dust to Dust (met Roger King)
- 1999: Truth & Beauty: The Lost Pieces Volume Two (compilatie)
- 1999: Atmospheric Conditions
- 1999: Ascension of Shadows (3-dubbel-cd, met Vidna Obmana)
- 1999: Dreaming... Now, Then: A Retrospective 1982-1997 (dubbel-cd, compilatie)
- 1999: Body Electric (met Vir Unis)
- 1999: Quiet Music: Complete Edition (dubbel-cd)
- 1999: Light Fantastic
- 2000: Vine ~ Bark & Spore (met Jorge Reyes)
- 2000: Early Man (2-CD)
- 2000: Circles & Artifacts (met Vidna Obmana)
- 2000: Live Archive (live, met Vidna Obmana)
- 2000: Midnight Moon
- 2000: The Serpent's Lair (dubbel-cd, met Byron Metcalf)
- 2000: Prayers to the Protector (met Thupten Pema Lama)
- 2001: Blood Machine (met Vir Unis)
- 2001: Time of the Earth
- 2001: Core
- 2001: Streams & Currents
- 2001: Pure Flow: Timeroom Editions Collection 1 (compilatie)
- 2002: InnerZone (met Vidna Obmana)
- 2002: Trance Spirits (met Jeffrey Fayman, Robert Fripp en Momodou Kah)
- 2002: Day Out of Time (compilatie)
- 2002: Darkest Before Dawn
- 2002: All is Now (live, dubbel-cd)
- 2003: Mystic Chords & Sacred Spaces (4-dubbel-cd)
- 2003: Space and Time: An Introduction to the Soundworlds of Steve Roach (compilatie)
- 2003: Texture Maps: The Lost Pieces Vol. 3
- 2003: Life Sequence
- 2004: Spirit Dome (met Vidna Obmana)
- 2004: Fever Dreams
- 2004: Mantram (met Byron Metcalf en Mark Seeling)
- 2004: Holding the Space: Fever Dreams II
- 2004: Places Beyond: The Lost Pieces Vol. 4
- 2005: Possible Planet
- 2005: New Life Dreaming
- 2006: Immersion: One
- 2006: Terraform (met Loren Nerell)
- 2006: Proof Positive
- 2006: Kairos: The Meeting of Time and Destiny (dvd + cd)
- 2006: Storm Surge: Steve Roach Live at NEARfest
- 2006: Immersion: Two
- 2007: Fever Dreams III
- 2007: Immersion: Three (3-dubbel-cd)
- 2007: Arc Of Passion (dubbel-cd)
- 2008: A Deeper Silence
- 2008: Landmass
- 2008: Nada Terma (met Byron Metcalf en Mark Seelig)
- 2008: Stream of Thought (met Erik Wøllo)
- 2009: Dynamic Stillness (dubbel-cd)
- 2009: Immersion: Four
- 2009: Destination Beyond
- 2009: Afterlight
- 2010: Sigh of Ages
- 2010: Dream Tracker (met Byron Metcalf)
- 2010: Nightbloom (met Mark Seelig)
- 2010: Truth & Beauty, Projekt
- 2010: Live at Grace Cathedral, Timeroom Editions, 2010
- 2011: The Desert Inbetween (met Brian Parnham)
- 2011: Immersion Five - Circadian Rhythms (dubbel-cd)
- 2011: Sounds from the Inbetween Box Set (kleine oplage; set van 2 bovenstaande titels; 3 cd's)
- 2011: The Road Eternal, Projekt (met Erik Wollo)
- 2011: Live at SoundQuest Fest
- 2011: Quiet Music: The Original 3-Hour Collection, Projekt
- 2011: Journey of One, Projekt.'
- 2012: Low Volume Music (met Dirk Serries), Projekt
- 2012: Tales from the Ultra Tribe (met Byron Metcalf), Projekt
- 2012: Back to Life, Projekt
- 2012: Soul Tones
- 2012: Groove Immersion
- 2013: Future Flows, Projekt
- 2013: At the Edge of Everything
- 2013: Spiral Meditations, Timeroom Editions
- 2013: Live Transmission, Projekt
- 2014: The Delicate Forever, Projekt
- 2014: The Delicate Beyond, Projekt
- 2014: The Desert Collection, Timeroom Editions
- 2014: Structures From Silence, Projekt
- 2014: The Long Night (met Kelly David), Projekt
- 2014: The Ancestor Circle (met Jorge Reyes), Projekt
- 2015: Invisible
- 2017: Painting in the Dark
- 2017: The Passing